# Nickiesha Wilson
Nickiesha Wilson (ur. 28 lipca 1986 w Kingston) – jamajska lekkoatletka specjalizująca się w biegu na 400 metrów przez płotki.
Medalistka mistrzostw NCAA i mistrzostw Jamajki. W 2007 roku sięgnęła po srebrny medal igrzysk panamerykańskich oraz była czwarta na mistrzostwach świata. Podczas igrzysk olimpijskich w Pekinie (2008) dotarła do półfinału. Wilson jest mistrzynią Ameryki Środkowej i Karaibów z 2009 roku. Duże sukcesy odniosła w 2010 roku kiedy to zajęła pierwsze miejsce w pucharze interkontynentalnym (w zawodach tych zajęła także 1. miejsce w reprezentacji Ameryki w biegu rozstawnym 4 × 400 metrów) oraz zdobyła brąz igrzysk Wspólnoty Narodów. W 2013 zajęła 8. miejsce na mistrzostwach świata w Moskwie. Wielokrotna medalistka mistrzostw Jamajki.
Rekordy życiowe: bieg na 400 m przez płotki – 53,97 (28 sierpnia 2007, Osaka); bieg na 100 m przez płotki – 12,79 (15 września 2009, Szczecin).

## Osiągnięcia
| Rok  | Impreza                                  | Miejsce        | Lokata     | Wynik   |
| ---- | ---------------------------------------- | -------------- | ---------- | ------- |
| 2005 | Carifta Games                            | Bacolet        | 2. miejsce | 57,38   |
| 2005 | Mistrzostwa Panamerykańskie juniorów     | Windsor        | 1. miejsce | 57,40   |
| 2006 | Młodzieżowe mistrzostwa NACAC            | Santo Domingo  | 2. miejsce | 56,77   |
| 2007 | Igrzyska panamerykańskie                 | Rio de Janeiro | 2. miejsce | 54,94   |
| 2007 | Mistrzostwa świata                       | Osaka          | 4. miejsce | 54,10   |
| 2008 | Młodzieżowe mistrzostwa NACAC            | Toluca         | 1. miejsce | 55,78   |
| 2008 | Młodzieżowe mistrzostwa NACAC            | Toluca         | 1. miejsce | 3:27,46 |
| 2008 | Igrzyska olimpijskie                     | Pekin          | półfinał   | 54,67   |
| 2009 | Mistrzostwa Ameryki Środkowej i Karaibów | Hawana         | 1. miejsce | 56,95   |
| 2009 | Mistrzostwa Ameryki Środkowej i Karaibów | Hawana         | 2. miejsce | 3:34,02 |
| 2009 | Mistrzostwa świata                       | Berlin         | półfinał   | 54,89   |
| 2010 | Igrzyska Ameryki Środkowej i Karaibów    | Mayagüez       | 1. miejsce | 55,40   |
| 2010 | Puchar interkontynentalny                | Split          | 1. miejsce | 54,52   |
| 2010 | Puchar interkontynentalny                | Split          | 1. miejsce | 3:26,37 |
| 2010 | Igrzyska Wspólnoty Narodów               | Nowe Delhi     | 3. miejsce | 56,06   |
| 2011 | Mistrzostwa świata                       | Daegu          | półfinał   | 56,58   |
| 2012 | Igrzyska olimpijskie                     | Londyn         | półfinał   | 55,77   |
| 2013 | Mistrzostwa świata                       | Moskwa         | 8. miejsce | 57,34   |
| 2016 | Igrzyska olimpijskie                     | Rio de Janeiro | półfinał   | 13,14   |